# Band of Friends
Band of Friends est un groupe de blues rock international. Il est formé en 2012 par Gerry McAvoy, ancien bassiste de Rory Gallagher, aux côtés de Ted McKenna, batteur de Gallagher, et du guitariste néerlandais Marcel Scherpenzeel. Le trio interprète des chansons de Rory Gallagher, ainsi que de nouvelles compositions.

## Biographie
En 2011, Gerry McAvoy quitte Nine Below Zero. Depuis plusieurs années, il a le désir d'interpréter à nouveau sur scène les chansons qu'il a enregistrées avec Rory Gallagher, avec lequel il a travaillé entre 1971 et 1991. Il décide de former un groupe en hommage au guitariste irlandais et prend contact avec Ted McKenna, batteur de Gallagher de 1978 à 1981, qui est alors professeur à l'Université de Glasgow, et Marcel Scherpenzeel, avec lequel McAvoy avait déjà joué plusieurs concerts quelques années plus tôt.
En plus d'interpréter des classiques de Rory Gallagher, le trio compose de nouveaux morceaux et sort un premier album studio, Too Much Is Not Enough, en 2013. L'album est accompagné d'un DVD live immortalisé au Kulturhalle de Remchingen, en Allemagne. La même année, la formation remporte le prix du meilleur groupe aux European Blues Awards,.
En 2015, Band of Friends sort Live 'n' Kickin, son premier album live, composé de morceaux enregistrés pendant leur tournée européenne de 2014. Toujours en 2015, Ted McKenna remporte le prix du meilleur musicien live aux European Blues Awards. En 2016, Band of Friends sort son deuxième album studio, Repeat After Me.
En 2019 et à la suite du décès de Ted McKenna, Gerry McAvoy fait appel au batteur irlandais Brendan O'Neill, avec qui il avait joué auparavant dans le groupe Nine Below Zero et également.avec Rory Gallagher après le départ de Ted Mc Kenna.

## Discographie

### Albums studio
- 2013 : Too Much Is Not Enough
- 2016 : Repeat After Me

### Album live
- 2015 : Live 'n' Kickin